# Прибор (станция)
Прибор (бел. Прыбар) — железнодорожная станция в Гомельском районе Гомельской области Белоруссии. Располагается на однопутной тепловозной линии Гомель — Лунинец — Брест рядом с деревнями Прибор и Новая Буда между станциями Рандовский и Якимовка. В границах станции находятся платформы Сады и Щербовка. Станция открыта в 1886 при строительстве линии Лунинец-Гомель, в 1887 продленной до Брянска.

## Расписание движения
Станция обслуживает исключительно пригородные поезда, которые связывают Прибор с городами Гомель, Речица, Хойники, Калинковичи, Мозырь и Ельск.
| Маршрут                     | Отправление | Маршрут                     | Отправление |
| --------------------------- | ----------- | --------------------------- | ----------- |
| Калинковичи — Гомель        | 6:36        | Гомель — Калинковичи        | 18:32       |
| Гомель — Речица             | 6:57        | Речица — Гомель             | 8:39        |
| Гомель — Калинковичи        | 7:41        | Калинковичи — Гомель        | 15:19       |
| Гомель — Калинковичи        | 9:30        | Калинковичи — Гомель        | 18:52       |
| Гомель — Василевичи/Хойники | 11:08       | Василевичи/Хойники — Гомель | 17:52       |
| Калинковичи — Гомель        | 12:32       | Гомель — Калинковичи        | 20:13       |
| Гомель — Калинковичи        | 14:17       | Калинковичи — Гомель        | 20:35       |
| Ельск — Гомель              | 15:42       |                             |             |
| Гомель — Речица             | 16:02       | Муляровка/Речица — Гомель   | 17:28       |